# 数取器

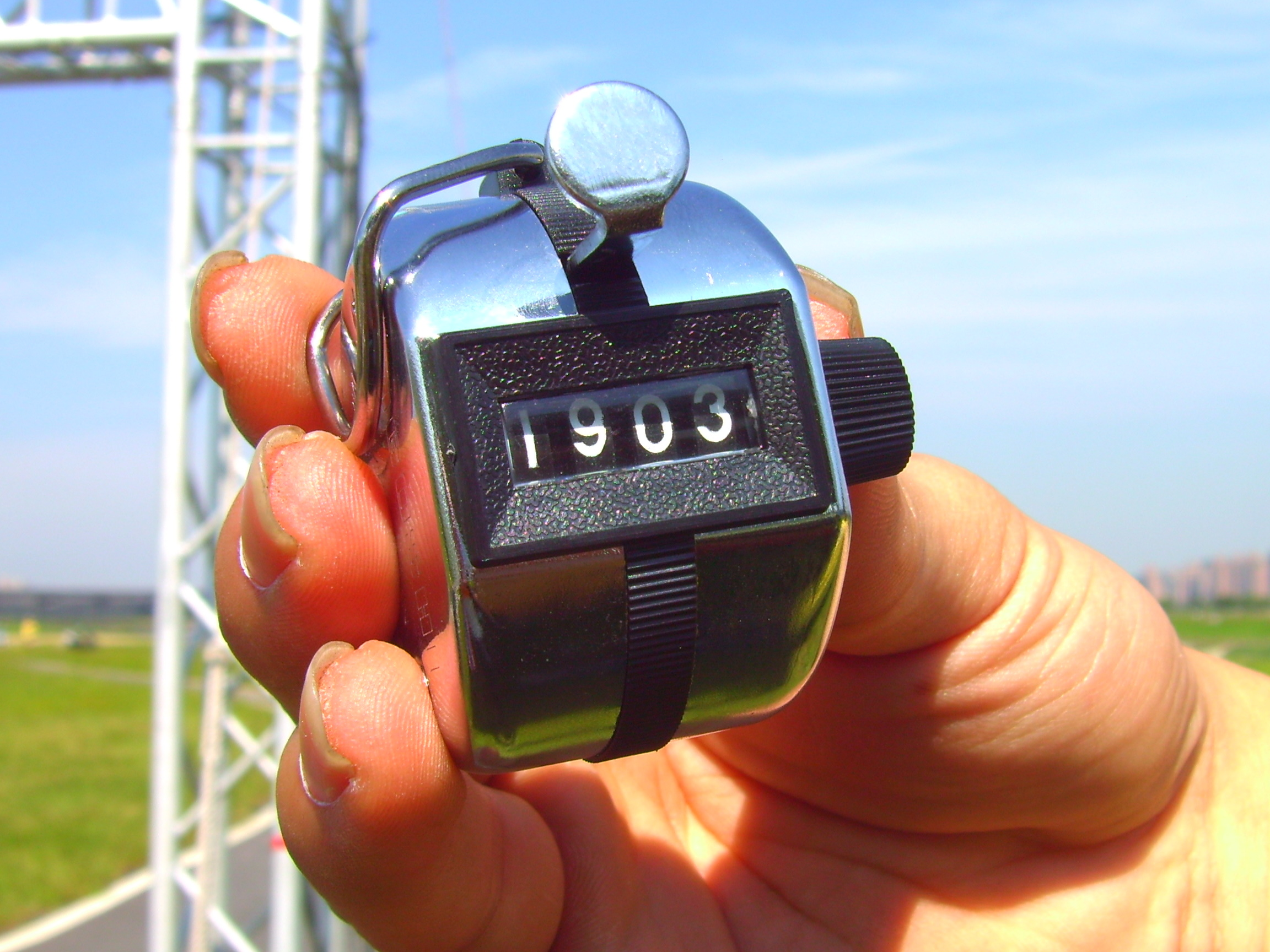
台湾の自転車競技大会で使われた機械式数取器

数取器（かずとりき、英: Tally counter）とは、人手により目的の計測物の数量を迅速に数え上げるために用いられる計数用の道具で、カウンターや度数計（どすうけい）とも呼ばれる。計測した数量は随時整数により数字で表示される。
品物の個数の検査、迅速なカウントが必要な野鳥や顕微鏡の微生物数などの個体数調査や人や車両の種類を計測する交通量調査などで多く用いられる。
長い間、機械式のものが主流であったが、近年は電池などを用いる電子式のものも登場している。

## 機械式

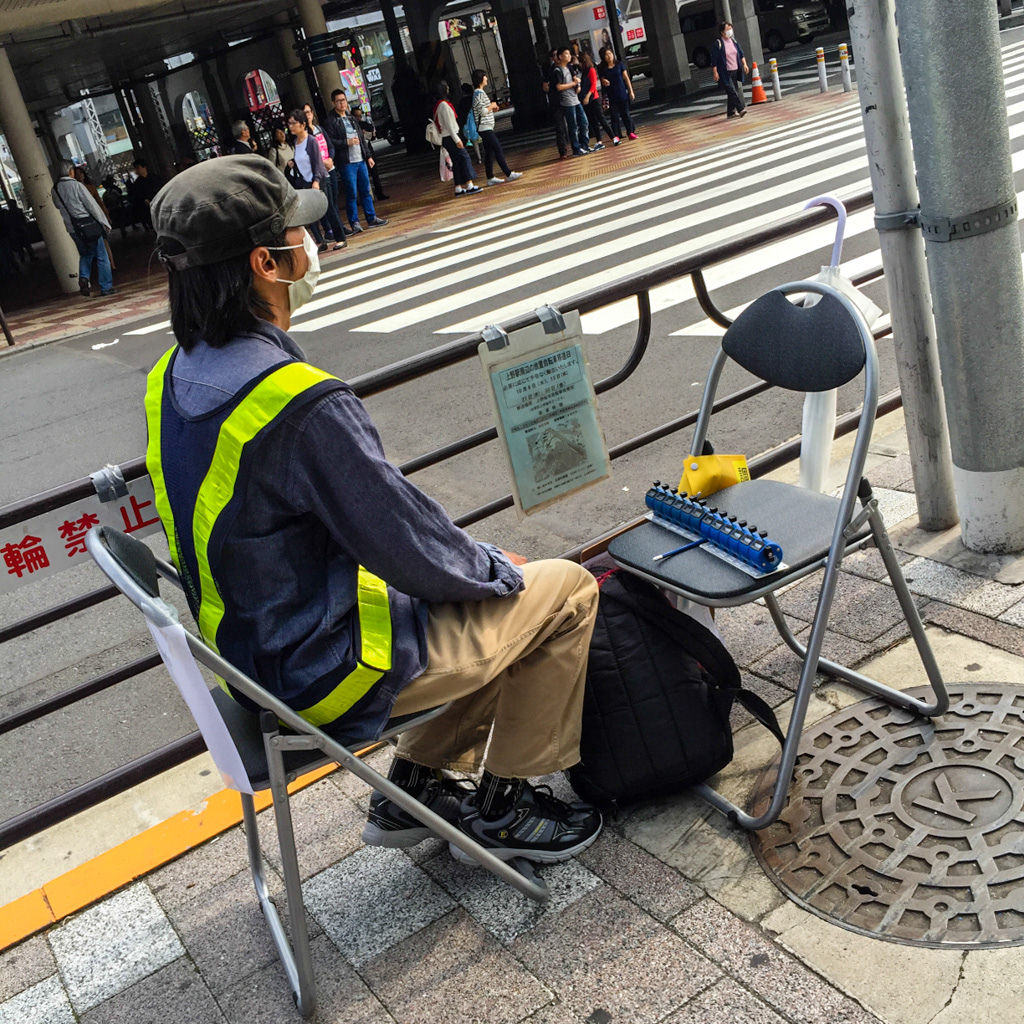
多数の数取器を並べての交通量調査

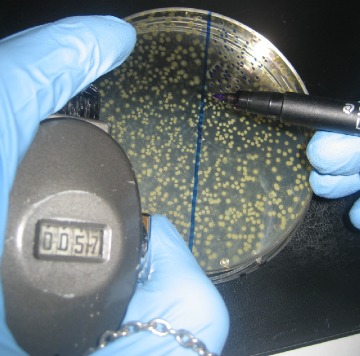
数取器による培地上の細菌のコロニー数（CFU）の計数

金属またはプラスチックなどのケースの中に数字の記された回転ドラムや加算機構、また桁上げ・リセットなどの機構を納めたもので、度数表示は透明なプラスチックの窓から数字で見ることができる。数字の文字はほとんどの場合黒地に白文字で表示されている。
操作部には加算ボタンとリセットつまみ（リニアーノブ）を装備し、数字の表示窓の上にある加算ボタンを押すことで一つずつ加算されるようになっており、多くの数取器は整数のうち「0000」から「9999」までの数字4桁を計数することができる。「9999」の次は「0000」となるが、万以上の桁の数字を控えれば引き続き計測可能である。また複数個を並べる方法もある（左側に増設した物は1万・1億を超える度にしか操作する必要がない）。
機械式数取器では、加算ボタンを押すときにだけ計数機構に力が伝わり数字が動くラチェット機構となっており、ボタンを押した方向となる上向きに数字のドラムが動くようになっている。　また数字が確実に変わると機械的な「パチン」というツメのはじく音が出るようになっている。
加算ボタンには内部に4本の少しずつ長さの違うツメがあり、1の位のツメはその数字ドラムに必ず当たるため加算ボタンにより必ず1の位の数字ドラムが動くようになっている。一方の数字ドラムは、数字の文字盤のすぐ脇にそれぞれツメの引っかかるくぼみが付いている。　9の数字でその上の桁の数字を同時に動かす桁上げのためのくぼみが作られており、大きい位の数字に行くほどくぼみの深みが大きくなっている。　そのため例えば「0999」の数字で加算ボタンを押したときには内蔵のスプリングにより一番深いくぼみに加算ボタンのツメが引かれることにより、すべての数字のドラムが動き（「1000」となる）、桁上げの処理が行なわれる仕組みになっている。
またリセットつまみは、通常の動作では桁上げがない限りは数字のドラムは隣り合って連動して動くことはないが、リセットつまみを数字の回転する向きに回すと小さい数字のドラムから回転をし始め、1回転させると「0000」となり数字をリセットさせることができる。　このリセットつまみは一方向に回した場合だけ動くようになっており、反対に回しても何も起こらない。
なお、機械式数取器には掌の中に入れて使う手持ち式と、台の上に置いたり固定して用いる卓上式と、分類計数に用いられる多連式がある。
手持ち式は数取器本体後部に、人差し指などを入れる針金が付いており、卓上式は数取器を安定させるための台座が固定されている。また多連式は2連式から10連式程度まで多くの種類があり、加算ボタンは数取器毎に動作は単独だが、リセットつまみは全ての数取器に連動しており、一度に数字を0000にリセットさせることができる。
機械式数取器は単機能であるが、メーカー間でも形状や機能面で大きな差異が無く、操作性がわかりやすく電源も不要なことから現在でも幅広い用途に用いられ続けている。
主な国内メーカー
- 高野計器[5] - トゴシ印

- 京北計器工業[6]  - ステンレス製数取器

- ライン精機[7] - LINE

その他、新潟精機も製造販売している。

## 電子式

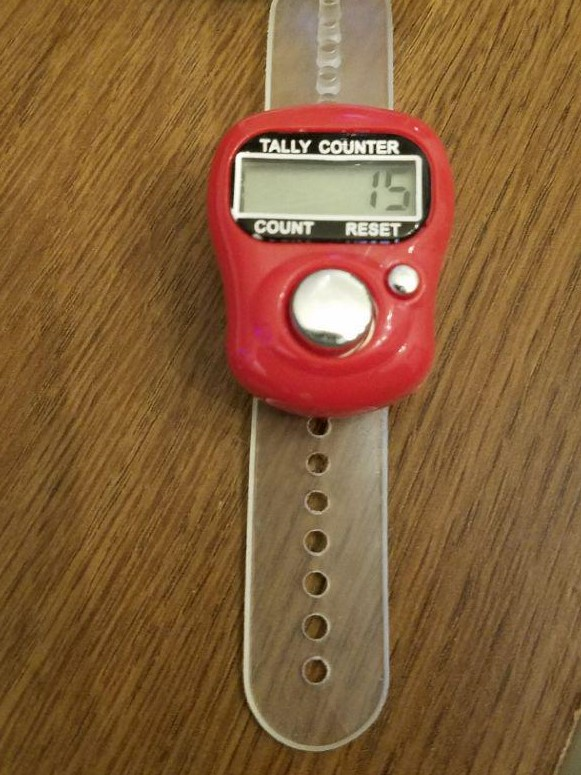
腕時計型のデジタル数取器

電子式数取器は多くは乾電池やボタン電池で動作し、液晶のデジタル表示器や電子式の押しボタンとワンタッチでゼロ復帰できるリセットボタンとともに、電源スイッチが基本的な操作機能だが、機械式数取器と違い、機構的な機能の制約が少ないことから高機能化が容易である。
高機能化した電子式数取器には、付加機能で使うボタンが追加されていたり、情報量の多い液晶パネルを使いマイナスの数値表示や数字のメイン・サブ表示といった複数の数字を同時に表示できるものや、過去の計測値を表示できるメモリー機能やパソコン接続機能のほか警告音などのブザー機能などの付いた製品もある。
また、多連式のものでは特に金属パーツの多い機械式に比べ軽量化に有利という特徴を持つ。
電子式数取器はメーカー間で形状に統一性が少なく多機能であるほど使用法の熟知が求められる。また深く加算ボタンを押し込むことにより加算が体感できる機械式数取器と違い、押しボタンの接触状況によってはチャタリングなどのダブルカウントや非加算などの現象が起きやすいため加算時に音の鳴る製品もある。また使用中に電池切れなどで観測結果が失われる恐れや水没などに弱いなどの欠点を持つ。